# 栗原市立金成小中学校
栗原市立金成小中学校（くりはらしりつ かんなりしょうちゅうがっこう）は、宮城県栗原市の栗原郡金成町域にある公立義務教育学校。

## 概要
- 本校は、2014年4月に旧金成町内にあった金成中学校と金成・沢辺・萩野・萩野第二・津久毛の5小学校を統合し、栗原市内では初の小中一貫校として開校した。
- 本校は、『4・3・2制』を採用する。

## 沿革
- 2014年（平成26年） 
  - 4月1日 - 開校。
  - 4月9日 - 開校式挙行[2]。
- 2021年（令和3年）4月 - 義務教育学校に改組。

## 教育目標
- 共歓 - 共に歓び、共に分かち合う児童・生徒の育成
- 共学 - 共に学び、共に高め合う児童・生徒の育成
- 共励 - 共に励み、共に鍛え合う児童・生徒の育成

## 学区
- 旧金成町全域

## 周辺
- 国道4号
- 岩手県道・宮城県道186号油島栗駒線
- イオンタウン金成
  - DCMホーマック金成店
  - ザ・ビッグ金成店

## アクセス
- 栗原市民バス築館一関線「金成上町」バス停下車後、徒歩約350m・5～6分。
- JR東北本線有壁駅から、上述の栗原市民バスで「金成上町」バス停まで、18分（朝の始発便のみ14分）、下車後徒歩。
- JR東北新幹線・東北本線・大船渡線一関駅から、上述の栗原市民バスで「金成上町」バス停まで、41分（朝の上り始発便と夜の下り最終便を除く）、下車後徒歩。